# Ian Hacking
Ian MacDougall Hacking (Vancouver, 18 febbraio 1936 – 10 maggio 2023) è stato un filosofo canadese, specializzato in filosofia della scienza.

## Biografia
Ian Hacking nasce a Vancouver, British Columbia, Canada, ha conseguito titoli di laurea presso la University of British Columbia (1956) e l'Università di Cambridge (1958), dove era studente al Trinity College di Cambridge. Ha conseguito il dottorato di ricerca a Cambridge (1962), sotto la direzione di Casimir Lewy, ex allievo del filosofo austriaco Ludwig Wittgenstein.
Ha iniziato la sua carriera di insegnante presso la Princeton University nel 1960, dopo solo un anno si è trasferito all'Università della Virginia. È diventato docente a Cambridge nel 1969 prima di trasferirsi alla Stanford University nel 1974. Dopo aver insegnato per diversi anni a Stanford (Hacking è considerato un importante esponente, insieme a Patrick Suppes, Nancy Cartwright, John Dupré e altri, della cosiddetta Scuola di Stanford, in filosofia della scienza) ha trascorso un anno al Center for Interdisciplinary Research di Bielefeld, in Germania, dal 1982 al 1983. Ian Hacking è stato professore di filosofia all'Università di Toronto nel 1983. Dal 2000 al 2006 ha ricoperto la cattedra di filosofia e storia dei concetti scientifici al Collège de France . Hacking è il primo anglofono ad essere eletto presidente della storia del Collège. Dopo essersi ritirato dal Collège de France è stato professore di filosofia alla UC Santa Cruz, dal 2008 al 2010. Ha concluso la sua carriera di insegnante nel 2011 come professore ospite presso l'Università di Città del Capo.

## Attività di ricerca
Influenzato dai dibattiti che hanno coinvolto Thomas Kuhn, Imre Lakatos, Paul Feyerabend e altri, Hacking adotta un approccio storico alla filosofia della scienza. La quarta edizione (2010) del libro di Feyerabend del 1975 Contro il metodo e la 50ª edizione (2012) di The Structure of Scientific Revolutions di Kuhn (in lingua inglese) includono un'introduzione di Hacking. A volte viene descritto come membro della " Stanford School " in filosofia della scienza, un gruppo che comprende anche John Dupré, Nancy Cartwright e Peter Galison. Hacking stesso si identifica ancora come un filosofo analitico. Hacking è stato il principale sostenitore di un realismo sulla scienza chiamato "entity realism", è stato anche influente nel dirigere l'attenzione sulle pratiche sperimentali ed ingegneristiche che intervengono nella pratica della scienza e sulla loro relativa autonomia dalla teoria. Per questo motivo, Hacking ha spostato il pensiero filosofico di un passo in più rispetto alla svolta "storica" iniziale di Kuhn e altri.
Dopo il 1990, l'interesse di Hacking si concentrò sulle scienze umane, in parte sotto l'influenza del lavoro di Michel Foucault. Foucault ebbe un'influenza già nel 1975 quando Hacking scrisse Perché il linguaggio conta per la filosofia? e The Emergence of Probability . In quest'ultimo libro, Hacking ha proposto che lo scisma moderno tra probabilità soggettiva o personalistica e l'interpretazione di frequenza a lungo termine, sia emerso nella prima era moderna come una "rottura" epistemologica che coinvolge due modelli incompatibili di incertezza e caso. L'approccio di Foucault ai sistemi e al potere della conoscenza si riflette anche nel lavoro di Hacking che indica il proprio approccio come nominalismo trascendentale (anche nominalismo dinamico o realismo dialettico )  una forma storicizzata di nominalismo che traccia nel tempo le reciproche interazioni tra i fenomeni del mondo umano e le nostre concezioni (e classificazioni) di esse.

## Premi
Nel 2002, a Hacking è stato assegnato il primo premio Killam per le discipline umanistiche, Nel 2004 è stato nominato Companion dell'Ordine del Canada, è stato nominato visiting professor presso la University of California, Santa Cruz per gli inverni del 2008 e del 2009. Il 25 agosto 2009, Hacking è stato nominato vincitore del Holberg International Memorial Prize, un premio norvegese per il lavoro accademico nelle arti e nelle discipline umanistiche, scienze sociali, diritto e teologia.

## Opere
- The Logic of Statistical Inference (1965)
- The Emergence of Probability (1975)
- Why Does Language Matter to Philosophy? (1975)
- Representing and Intervening, Introductory Topics in the Philosophy of Natural Science, Cambridge University Press, Cambridge, UK, 1983
- The Taming of Chance (1990)
- Scientific Revolutions (1990)
- Rewriting the Soul: Multiple Personality and the Sciences of Memory (1995)
- Mad Travelers: Reflections on the Reality of Transient Mental Illnesses (1998)
- The Social Construction of What? (1999)
- An Introduction to Probability and Inductive Logic (2001)
- Historical Ontology (2002)
- Why Is There Philosophy of Mathematics at All? (2014)